# Примощанка
Примощанка — річка в Україні, у Барському районі Вінницької області. Ліва притока Лядови (басейн Дністра).

## Опис
Довжина річки 18 км. Формується з багатьох безіменних струмків та водойм. Площа басейну 115 км2.

## Розташування
Бере початок на північному сході від Мигалівців. Тече переважно на південний схід понад Журавлівкою і на південно-західній околиці Примощаниці впадає у річку Лядову, ліву притоку Дністра за 62 км від її гирла.
Населені пункти вздовж берегової смуги: Сеферівка, Буцні, Верхівка.
Річку перетинає автомобільна дорога Т 0610.

## Притоки
Річка без назви - ліва притока. Бере  початок у Киянівці. Тече переважно на південний захід понад Кузьминцями і впадає у Примощанку за 5 км від її гирла. Довжина річки - 8,4 км, площа басейну - 43,5 км².